# Nesolestes
Nesolestes là một chi chuồn chuồn kim thuộc phân họ Argiolestinae, họ Megapodagrionidae. 

## Các loài
Chi này gồm các loài:
- Nesolestes pauliani
- Nesolestes ranavalona